# رونالد یانسن
رونالد یانسن (انگلیسی: Ronald Jansen؛ زادهٔ ۳۰ دسامبر ۱۹۶۳) بازیکن هاکی روی چمن اهل هلند بود.